# Marlott Persijn-Vautz
Marlott Persijn-Vautz, geb. Vautz (* 2. Oktober 1917 in Kaiserslautern; † 8. Januar 2003 ebenda) war eine deutsche Musikerin, Pianistin, Korrepetitorin und Journalistin.

## Leben
Marlott Persijn-Vautz wurde als Tochter eines Volksschullehrer-Ehepaares geboren und erhielt ersten Klavierunterricht beim Vater. Ab 1937 studierte sie Musik mit dem Hauptfach Klavier und Cembalo an der Staatlichen Akademie der Tonkunst in München und erhielt am Mozarteum in Salzburg Unterricht bei Bernhard Paumgartner.
Während des Zweiten Weltkrieges hatte sie Engagements beim Reichssender und an den Städtischen Bühnen in Königsberg. Danach wurde sie Studienleiterin am Pfalztheater Kaiserslautern und freiberufliche Hauspianistin beim Rundfunkorchester des Südwestfunks unter Emmerich Smola.  Mit der 1948 am Pfalztheater beginnenden Erika Köth, für die sie als Liedbegleiterin tätig war, verband sie eine Künstlerfreundschaft. Bis ins hohe Alter wirkte sie als Solistin, Liedbegleiterin und Kammermusikerin.
Persijn-Vautz war Mitarbeiterin und Jurorin bei internationalen Kursen und Musikwettbewerben. In Sommerkursen am American Institute of Musical Studies (AIMS) in Graz coachte sie viele Jahre lang gemeinsam mit Erika Sandt und Harold Heiberg internationale Gesangsstudenten beim Erlernen deutschsprachiger Arien und Lieder.
Zudem schrieb sie seit 1958 bis zu ihrem Tod für die Tageszeitung Die Rheinpfalz Musikkritiken sowie Artikel für Fachzeitschriften.

## Auszeichnungen
- 1978: Peter-Cornelius-Plakette des Landes Rheinland-Pfalz
- 1987: Stadtplakette Kaiserslautern
- 1993: Verdienstorden des Landes Rheinland-Pfalz